# 鹿鸣镇
鹿鸣镇，是中华人民共和国四川省巴中市平昌县曾经下辖的一个镇。

## 行政区划
鹿鸣镇撤销前下辖以下地区：
鹿山村、燕山村、嘶峰村、尖峰村、回龙村、石龙村和鹿鸣场村。